# Tamarixia upis
Tamarixia upis är en stekelart som först beskrevs av Walker 1839.  Tamarixia upis ingår i släktet Tamarixia och familjen finglanssteklar. Arten är reproducerande i Sverige. Inga underarter finns listade i Catalogue of Life.